# Равностепенная непрерывность
Равностепенная непрерывность — свойство семейства непрерывных функций, заключающееся в том, что всё семейство функций изменяется некоторым контролируемым образом. Применяется, чтобы выбрать равномерно сходящуюся последовательность из некоторого семейства функций: теорема Арцела — Асколи позволяет это сделать для равностепенно непрерывного и равномерно ограниченного семейства на, например, компактном метрическом пространстве.

## Определение
Точное определение равностепенной непрерывности зависит от контекста. В простейшем варианте пусть {\displaystyle C(a,b)} — семейство вещественнозначных непрерывных функций на отрезке {\displaystyle [a,b]}, а {\displaystyle D\subset C(a,b)} — некоторое его подсемейство. Это подсемейство называется равностепенно непрерывным, если для любого {\displaystyle \varepsilon >0} существует такое {\displaystyle \delta >0}, что для любой функции {\displaystyle f\in D} и любых точек {\displaystyle x_{1},x_{2}\in [a,b]} из условия {\displaystyle |x_{1}-x_{2}|<\delta } следует условие {\displaystyle |f(x_{1})-f(x_{2})|<\varepsilon }. Как видно, условие равностепенной непрерывности семейства функций отличается от условия равномерной непрерывности всех функции по отдельности перенесением фрагмента «для любой {\displaystyle f\in D}» под пару кванторов на эпсилон и дельту.
Это определение можно дословно обобщить на случай компактных метрических пространств {\displaystyle X} и {\displaystyle Y} и подсемейства {\displaystyle D\subset C(X,Y)} семейства непрерывных отображений из {\displaystyle X} в {\displaystyle Y}: подсемейство {\displaystyle D} называется равностепенно непрерывным, если для любого {\displaystyle \varepsilon >0} существует такое {\displaystyle \delta >0}, что для любой функции {\displaystyle f\in D} и любых точек {\displaystyle x_{1},x_{2}\in X} из условия {\displaystyle d_{X}(x_{1},\;x_{2})<\delta } следует условие {\displaystyle d_{Y}(f(x_{1}),\;f(x_{2}))<\varepsilon }.
Путём замены {\displaystyle \varepsilon }-{\displaystyle \delta }-формализма на формализм открытых подмножеств получается более общее определение для топологических пространств {\displaystyle X} и {\displaystyle Y} и подсемейства {\displaystyle D\subset C(X,Y)} семейства непрерывных отображений из {\displaystyle X} в {\displaystyle Y}: подсемейство {\displaystyle D} называется равностепенно непрерывным в точке {\displaystyle x\in X} и точке {\displaystyle y\in Y}, если для любой окрестности {\displaystyle W\ni y} существует такая окрестность {\displaystyle V\ni x}, что любая функция {\displaystyle f\in D} переводит {\displaystyle V} в {\displaystyle W}. Отображение называется равностепенно непрерывным, если условие выше выполнено для всех пар {\displaystyle (x,y)\in X\times Y}. Если {\displaystyle X} и {\displaystyle Y} — топологические векторные пространства, а отображения между ними не только непрерывны, но и линейны, то достаточно проверять это условие в паре точек {\displaystyle (0_{X},0_{Y})}.

## Теорема Арцела — Асколи
Теорема Арцела — Асколи утверждает, что для компактных метрических пространств равностепенная непрерывность {\displaystyle D} равносильна относительной компактности {\displaystyle D} {\displaystyle \subset } {\displaystyle C(X,\;Y)}, снабжённом метрикой
{\displaystyle \rho (f,\;g)=\max _{x\in X}d_{Y}(f(x),\;g(x))}.